# Chuchotement

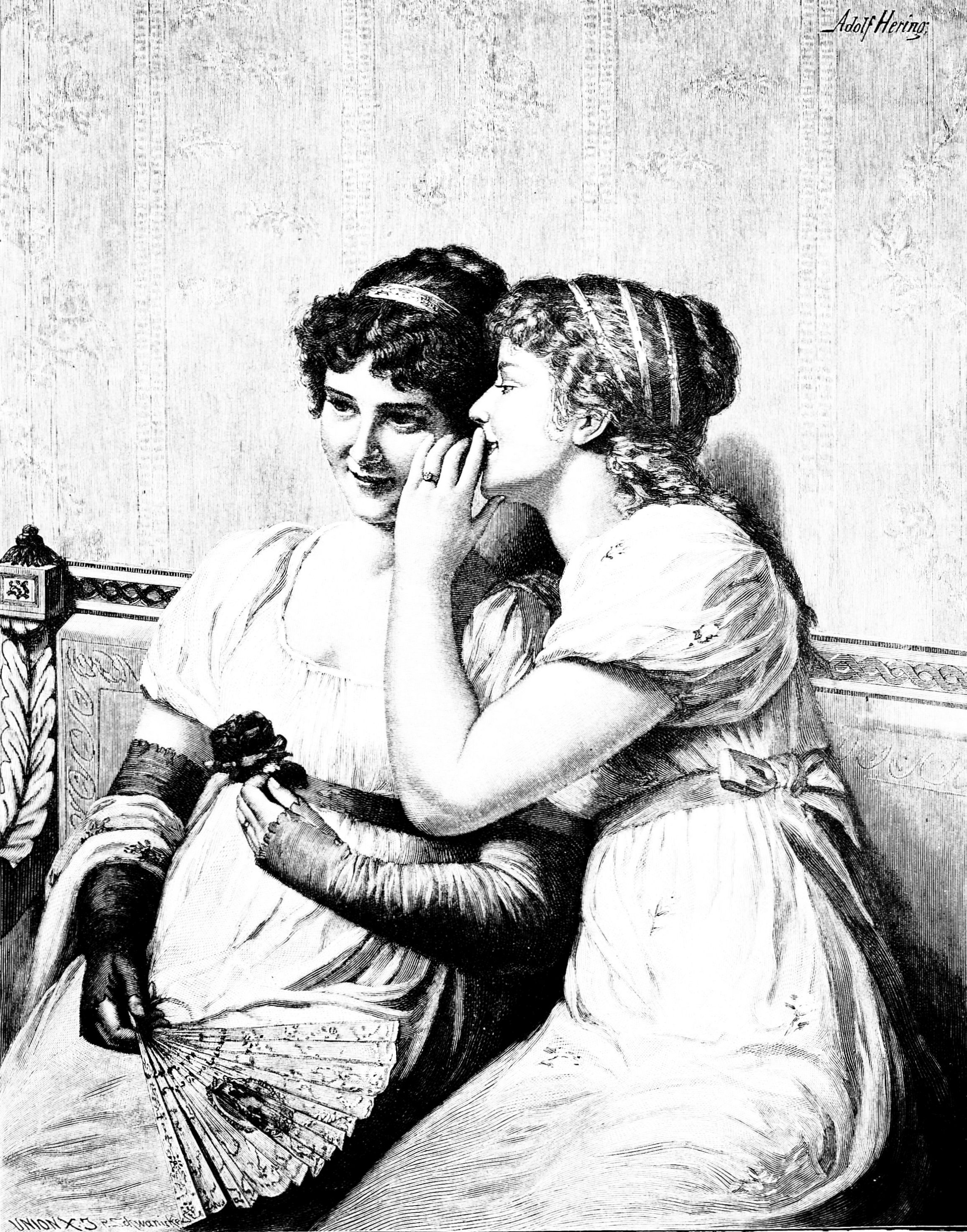
Gravure allemande tirée du journal "Die Gartenlaube", 1892.

Un chuchotement est une parole prononcée volontairement à voix basse. Ce terme se confond avec le chuchotage et définit également l'action de chuchoter.

## Définition
Selon le Centre national de ressources textuelles et lexicales, le chuchotement caractérise l'action de chuchoter. C'est aussi, par l'emploi d'un style métaphorique, un bruit léger et confus tel que le « chuchotement » d'un filet d'eau dans une fontaine ou celui des feuilles d'un arbre légèrement déplacées par le vent. 
Bien que plus rares dans l'usage, les termes de « chuchotage » et de « chuchotis » (souvent utilisés dans une intention stylistique) sont équivalents.

## Aspect médical
En cas d’aphonie, il devient impossible pour le locuteur d’émettre un son, et seul le chuchotement reste possible. Le terme médical décrivant cette atteinte est « aphonie » ; celle-ci peut avoir plusieurs causes dont la laryngite.

## Distinction des sons en voix chuchotée
D'un point de vue phonétique, la voix chuchotée se distingue de la voix modale (voix normale) par le fait qu'elle n’utilise pas les cordes vocales. On peut s'en rendre compte en plaçant sa main sur sa gorge tout en parlant puisqu'on ne ressent des vibrations qu'en parlant normalement. Or, le voisement, c'est-à-dire le fait d'utiliser les cordes vocales pour prononcer un son, est nécessaire pour distinguer certaines paires de sons. C’est par exemple le cas en français pour la paire de sons [s] et [z] ou pour la paire [p] et [b]. Les sons de chacune de ces paires ne se distinguent que par le caractère sourd des premiers ([s] et [p] prononcés sans cordes vocales) et voisé des seconds ([z] et [b] prononcés avec elles). Le chuchotement fait alors perdre le principal trait phonétique qui permet la distinction de ces paires de sons.
La question de savoir si le chuchotement empêche tout accès au caractère voisé ou non d'une consonne est encore débattue. Une analyse fine de la manière d'articuler les consonnes permet de constater que le voisement en parole modale se caractérise par d'autres traits que la simple utilisation des cordes vocales. En particulier, en parole modale, les consonnes sourdes sont plus longues que leurs homologues voisées en raison de contraintes aérodynamiques dans l'appareil phonatoire pour la mise en vibration des cordes vocales. De même, on mesure une pression intra-orale supérieure pour les consonnes occlusives sourdes que pour leurs équivalentes voisées. En parole chuchotée, ces différences de durée et de pression sont aussi mesurables mais sont atténuées. Certains traits phonétiques secondaires du voisement sont donc conservés en parole chuchotée, ce qui peut aider à identifier le caractère voisé ou non d'un son. Cependant, ce caractère reste ambigu, même si certaines études tendent à montrer que la distinction peut quand même s'opérer dans certains cas.

## Dans la culture populaire

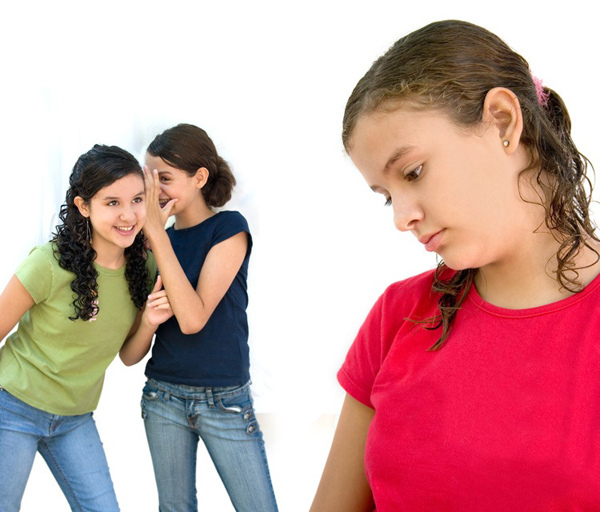
Le chuchotement n'est pas toujours perçu comme un acte bienveillant.

Le chuchotement correspond à une discussion à voix basse, souvent intentionnel afin de limiter l'audibilité de la parole aux auditeurs situés à proximité et défini comme ne pouvant pas dépasser 30 décibels dans le calcul de l'échelle du bruit. 
Il peut être considéré comme bienveillant lorsqu'il est effectué comme un acte de discrétion et de respect (généralement au sein d'une bibliothèque ou dans un lieu de culte), mais ce comportement peut être perçu paradoxalement comme un acte de malveillance par celui qui est tenu à l'écart de la conversation. 
Cette pratique peut également être utilisée par des personnes amoureuses qui désirent partager leurs propos en toute intimité.

### En zoologie

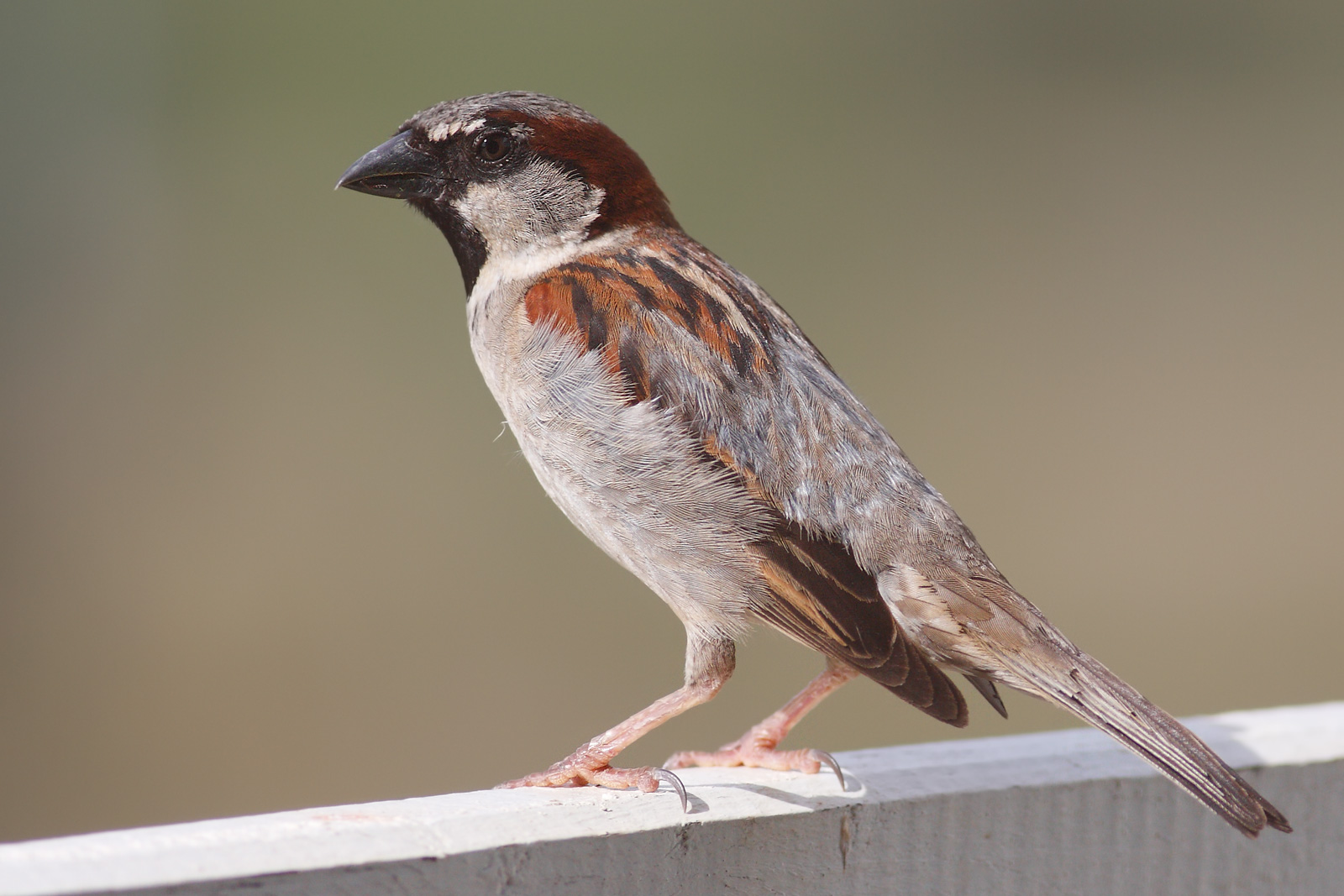
Le moineau domestique (photo) chuchote.

Un chuchoteur (à ne pas confondre avec l'éthologue équin, qui est un scientifique spécialiste du comportement animal) est un éducateur ou rééducateur de chevaux qui utilise des méthodes fondées sur la compréhension du comportement du cheval, et s'inspire de l'éthologie équine.
Selon le dictionnaire des sciences animales, le moineau domestique (Passer domesticus) « pépie, chuchote ou chuchète ».

### Dans les arts

#### Dans la littérature

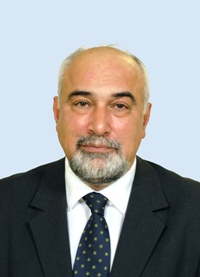
Varujan Vosganian est l'auteur du livre des chuchotements.

L'écrivain américain Howard Phillips Lovecraft est l'auteur de la nouvelle de science-fiction Celui qui chuchotait dans les ténèbres (en anglais : The Whisperer in Darkness), publiée en août 1931. Ce roman a fait l'objet d'une adaptation du court métrage Whispers, réalisé et scénarisé par Brian Yuzna ; il forme l'une des quatre segments du film d'horreur à sketches dénommé Necronomicon, sorti en 1993.
En 2005, la romancière camerounaise Frieda Ekotto publie un roman dénommé Chuchote pas trop aux éditions L'Harmattan. L'auteur francophone évoque plusieurs destins de femmes et propose une autre vision des rapports entre humains.
Le livre des chuchotements, publié en 2009, est un récit écrit par l'homme politique roumain d'origine arménienne Varujan Vosganian et évoque l'histoire de la communauté arméniene en Anatolie et dans les Balkans et également la souffrance que ce peuple a subi durant la Première Guerre mondiale.

#### Au cinéma
- 1967 : Les Chuchoteurs (The Whisperers) est un film britannique réalisé par Bryan Forbes.
- 1972 : Cris et Chuchotements (Viskningar och rop) est un film suédois réalisé par Ingmar Bergman.
- 2007 : Whisper est un film d'horreur américano-canadien.